# Distrito de Buxar
Buxar (en bihari;बक्सर जिला) es un distrito de India en el estado de Bihar. Código ISO: IN.BR.BU.
Comprende una superficie de 1 624 km².
El centro administrativo es la ciudad de Buxar.

## Demografía
Según censo 2011 contaba con una población total de 1 019 682 habitantes.